# Israel Getzler
Israel Getzler (Berlín, 14 de mayo de 1920-8 de enero de 2012) fue un historiador germano-israelí.

## Biografía
Nacido en Berlín el 14 de mayo de 1920, en el seno de una familia judía, fue deportado a Polonia por los nazis y más tarde enviado a Siberia por los rusos. Tras el fin de la guerra se instaló en Australia, para posteriormente, a comienzos de la década de 1970, emigrar a Israel. Fue autor de obras como Martov: A Political Biography of a Russian Social Democrat (Cambridge University Press, 1967), una biografía del menchevique Yuli Mártov; Neither Toleration nor Favour: The Australian Chapter of Jewish Emancipation (Melbourne University Press, 1970); Kronstadt 1917–21: The Fate of a Soviet Democracy (Cambridge University Press, 1983), sobre la Rebelión de Kronstadt; o Nikolai Sukhanov: Chronicler of the Russian Revolution (Palgrave & Sant Antony's College of Oxford, 2001), una biografía de Nikolai Sujánov; entre otras. Getzler fue crítico con la deriva bolchevique y leninista de la Revolución rusa. Falleció el 8 de enero de 2012.